# كانيادا ديل هويو
بلدية كانيادا ديل هويو (بالإسبانية: Cañada del Hoyo)‏، هي إحدى بلديات مقاطعة قونكة إحدى مقاطعات إسبانيا، و التي تقع في منطقة قشتالة لا منتشا وسط البلاد, و المائلة لجهة الشرق من إسبانيا.
يبلغ عدد سكانها 305 نسمة وفقاً لإحصائية سنة (2007).